# William Slavens McNutt
William Slavens McNutt (* 12. September 1885 in Urbana, Illinois, USA; † 25. Januar 1938 in La Cañada Flintridge, Kalifornien, USA) war ein US-amerikanischer Drehbuchautor, Schriftsteller und Journalist.

## Leben
Nach seinem Collegeabschluss versuchte sich William Slavens McNutt als Schauspieler und Verfasser von Kurzgeschichten. Er zog nach Seattle und wurde Reporter für den Seattle Post Intelligencer. Im Ersten Weltkrieg arbeitete er als Kriegsberichterstatter.
Nach dem Krieg begann McNutt für verschiedene Magazine Kurzgeschichten zu verfassen. Er wurde insbesondere durch seine humorvollen Geschichten von Rennbahnen bekannt. 1926 schrieb er sein erstes Drehbuch (The Quarterback). Anfang der 1930er Jahre bekam er dann eine Anstellung bei Paramount Pictures, für die er bis kurz vor seinem Tod 1938 arbeitete.

## Auszeichnungen
Zwei Mal wurde William Slavens McNutt für den Oscar nominiert. 1932 wurde er für seine Erzählung für den Film Wer hat hier recht? (Lady and Gent) in der Kategorie Beste Originalgeschichte zusammen mit Grover Jones nominiert. Er verlor gegen Frances Marion (Der Champ). 1936 folgte eine Nominierung für seine letzte Filmarbeit, Bengali (The Lives of a Bengal Lancer), in der Kategorie Bestes adaptiertes Drehbuch, die er sich mit Achmed Abdullah, John L. Balderston, Grover Jones und Waldemar Young teilte. Gewinner war diesmal Dudley Nichols mit seinem Drehbuch für Der Verräter.

## Filmografie
- 1926: The Quarterback – Regie: Fred C. Newmeyer
- 1929: Der Kampf um die Macht (The Mighty) – Regie: John Cromwell
- 1930: Tom Sawyer – Regie: John Cromwell
- 1930: Orkan (Derelict) – Regie: Rowland V. Lee
- 1930: Der Autowüstling (Burning Up) – Regie: A. Edward Sutherland
- 1931: Tropennächte – Regie: Leo Mittler
- 1931: Huckleberry Finn – Regie: Norman Taurog
- 1932: Verhaftung um Mitternacht (Strangers in Love) – Regie: Lothar Mendes
- 1932: Wer hat hier recht? (Lady and Gent) – Regie: Stephen Roberts
- 1932: Der Abend des 13. Juni (The Night of June 13) – Regie: Stephen Roberts
- 1932: Wenn ich eine Million hätte (If I Had a Million) – Regie: u. a. Ernst Lubitsch, Norman Taurog, William A. Seiter
- 1933: Tillie and Gus – Regie: Francis Martin
- 1934: Mrs. Wiggs of the Cabbage Patch – Regie: Norman Taurog
- 1935: Sein letztes Kommando (Annapolis Farewell) – Regie: Alexander Hall
- 1935: Bengali (The Lives of a Bengal Lancer) – Regie: Henry Hathaway